# Intervalle de rafraîchissement vertical
L'Intervalle de rafraîchissement vertical (VBLANK) ou plus récemment synchronisation verticale (VSYNC) est un intervalle des écrans vidéos pendant lequel, originellement, le canon à électron remontait vers le haut de l'écran à la fin de la période de balayage de l'écran.

## Caractéristiques
En électronique, un signal dit VBLANK (de l'anglais : vertical blank, littéralement, rafraîchissement ou nettoyage vertical) est émis pour signaler le début de cette opération. Cela permet aux gestionnaires de tampons vidéos de savoir que c'est le moment de préparer les pointeurs vidéos sur l'image suivante à afficher.
Dans le cas d'ordinateurs cela est utilisé pour la préparation et la composition d'image.
Dans tous les cas, il est important d'utiliser ce moment pour changer d'image, afin d'éviter des effets d'incohérence dans les images. Cet élément à donc été conservé sur les écrans à affichage LCD ou LED. Ce signal ne sert donc plus qu'à la synchronisation et est donc plus généralement appelé VSYNC (de l'anglais Vertical syncronisation, signifiant synchronisation verticale).
Dans le cas de la télédiffusion analogique dans les systèmes Pal/Secam/Ntsc, cet intervalle de temps est mis à profit pour envoyer des données numériques, sous forme de tirets blancs de longueur variable, qui peuvent être soit du Télétexte et / ou Sous-titrage, ou bien des informations de validation d'abonnement dans le cas d'une chaîne cryptée, comme ce fut le cas de Canal+.

### Rafraîchissement horizontal
De la même façon, il existe un signal HSYNC (de l'anglais horizontal syncronisation, synchronisation horizontale) ou HBLANK (horizontal blank), permettant autrefois de déterminer lorsque le canon à électron avait fini une ligne et se déplaçait vers la gauche pour tracer la ligne suivante. Ce signal était par exemple utilisé par le processeur vidéo du micro-ordinateur Amiga pour changer la palette de couleur de la ligne ou bien encore l'affichage de l'image (comme un défilement parallaxe, en modifiant l'adresse du pointeur de mémoire graphique) et des sprites (éléments graphiques surimposés par le processeur vidéo).
L'intervalle de rafraîchissement horizontale, permettait également de gagner un peu de temps pour des calculs. Sur des plateformes telles que l'Atari 2600, c'était le seul moment où le 6502, pouvait calculer, pendant la période d'affichage, le TIA (anglais : Television Interface Adaptor) chargé de l'affichage envoyait un signal d'arrêt au processeur principal. Des contraintes similaires étaient utilisées par demomakers dans les années 1980 et 1990 pour continuer à grappiller quelques précieuses ressources pour permettre d'afficher des scènes complexes en conservant tant que possible le même nombre d'images par seconde que le taux de rafraîchissement, comme Le 68000 de l'Atari 520ST.

### Évolutions des années 2010
La puissance des ordinateurs augmentant, et les besoins en économie d'énergie liées à la raréfaction des ressources naturelles et aux problèmes du réchauffement climatique, des nouvelles méthodes de rafraîchissement de l'écran dynamique sont apparues, permettant de ne le rafraîchir que lorsque nécessaire, en variant dynamiquement sa fréquence, ces méthodes sont appelées FreeSync et Adpative-Sync. Ça n'est plus alors le processeur vidéo qui se synchronise sur le signal de l'écran, mais le processeur vidéo qui donne le signal de rafraîchissement à l'écran.